# 北陸救急災害医療機構
特定非営利活動法人 北陸救急災害医療機構（ほくりくきゅうきゅうさいがいいりょうきこう）は、様々な救急および災害医療の普及に関連したシミュレーション研修の開発や研究会・講演会・学会などの支援を行っているNPO法人。英文名称はHokuriku Emergency and Disaster Medicine Organizationで、略称はHEDMO。活動範囲は北陸であるが、全国各地で開催される学会や活動している団体を支援する活動も行っている。

## 組織概要
- 代表者 - 奥寺敬（代表理事）
- 本部所在地 - 富山県富山市金屋町767-18（研究部は富山県富山市杉谷2630　富山大学医学部救急・災害医学内）

## 沿革
- 2005年（平成17年）1月8日 - 北陸救急災害医療機構設立総会
- 2005年（平成17年）11月30日 - 富山県内140番目の特定非営利活動法人として認証
- 2007年（平成19年）4月1日 - 医学領域のシミュレーション研修を開発する日本臨床シミュレーション機構加盟

## 活動内容
様々な活動を行っており、下記の研究部と事業部から構成されている。

### 研究部
救急および災害医療に関連する研究・開発事業の企画、運営）
- 機関誌「地域救急災害医療研究」の編集・発行
- 日本ECS学会 ECSに関する研究を行う
- 外傷初期診療入門セミナー(BTEC)開発部
- エマルゴ研修(ETS)開発部

### 事業部
研究開発したシミュレーション研修の運営は全てボランティア活動であり、収益事業はない。
- 富山救急医療学会の後援
- ICLS事業部（剱ICLSコース、富山県医師会ACLS研修コースなど）
- AED講習事業部（富山大学公開講座、企業研修など）
- 災害研修事業部（災害救援ボランティアセミナー、など）
- ISLS事業部（剱ISLSコース、国内各地のISLSコースへの支援、など）
- DCLS事業部（DCLSコース、国内各地のDCLSコースへの支援、など）

なお、上記シミュレーション研修コースを北陸で開催する場合は、剱コースというニックネームを用いる。